# A Monastic Trio
A Monastic Trio — перший сольний альбом Еліс Колтрейн. Він був записаний у 1968 році в будинку Джона Колтрейна в Дікс-Гіллс, штат Нью-Йорк, і вийшов пізніше того ж року на лейблі Impulse! Records. На альбомі Колтрейн грає на фортепіано та арфі, до неї приєднуються саксофоніст Фароа Сандерс, басист Джиммі Гаррісон та барабанщик Рашид Алі, які були учасниками останнього квінтету Джона Колтрейна. Барабанщик Бен Райлі також з'являється на одному треку. Альбом був перевиданий на CD у 1998 році з трьома додатковими треками, один з яких — фортепіанне соло, записане у 1967 році.
Альбом був задуманий як данина пам'яті покійному чоловікові Еліс Колтрейн, Джону Колтрейну, який помер за рік до цього. На обкладинці міститься повідомлення: «Ця музика присвячується містику Онєдаруту, відомому як Джон Колтрейн у період з 23 вересня 1926 року по 17 липня 1967 року». Хоча Еліс Колтрейн вважається продюсером альбому, Боб Тіле керував його випуском. Пізніше Колтрейн назвала Тіле «джентльменом і дуже професійним» і додала: «Я думаю, що в пам'ять про Джона він хотів просто представити все якнайкраще».

## Відгуки критиків
Початкова реакція критиків на альбом була прохолодною. Баррі МакРей з Jazz Journal писав: «Якщо… цей альбом був задуманий як музична епітафія покійному Джону Колтрейну, то він не віддає йому належне», а рецензент DownBeat назвав Колтрейн «артисткою у процесі становлення» і заявив, що «фортепіано і арфа — невідповідні інструменти для передачі пристрасного висловлювання [Джону Колтрейну]».
Новіші рецензії, однак, були більш позитивними. Дописувач AllMusic заявив, що альбом «посідає чільне місце в чудовій дискографії артистки», назвавши його «одним зі знакових дебютів в авангардному джазі». Автори The Penguin Guide to Jazz Recordings високо оцінили внесок Сандерса, назвавши його «найчуйнішим і найсимпатичнішим партнером Колтрейн по грі, часом здатним… на трансцендентність, подібну до Джона Колтрейна».
Автор Ешлі Кан описав альбом як «погляд на фірмовий стиль Еліс, який вона розвивала, доглядаючи за зростаючою сім'єю», і прокоментував: «Наслідуючи багатий на арпеджіо підхід, якому вона зрештою навчилася на арфі…, її гра на фортепіано наповнилася вільним, ліричним потоком».
Грем Рейд з іншого боку зауважив: «Ця смачна, викликаюча і часом піднесена музика не тільки виходить за рамки свого часу, але й часто звучить більш сучасно, ніж більшість з того, що існує сьогодні».
Автор рецензії Таммі Л. Кернодл відзначила присутність «свінгуючого госпелу» в деяких треках і прокоментувала: «Варто лише послухати 'Lord Help Me to Be' з виттям горну Сандерса та пульсуючими акордами, які грає Еліс під свінгуючу басову лінію, щоб зрозуміти її музичний прояв змученої душі, яка волає до Бога з хаосу світу, і зрозуміти емоційні, духовні та музичні зв'язки між її музикою та релігійним досвідом чорношкірих».
У статті для River Cities' Reader Макс Еллісон писав: «Колтрейн з самого початку прокладає тут свій власний шлях своїми приголомшливими фортепіанними партіями, які з невгамовною енергією і віртуозною пост-бібоповою спритністю б'ють по клавішах, перш ніж перейти до чудових мелодій і більш задумливої атмосфери».

## Трек-лист
Всі композиції написані Еліс Колтрейн.
Оригінальне видання
| Сторона A | Сторона A           | Сторона A  |
| #         | Назва               | Тривалість |
| --------- | ------------------- | ---------- |
| 1.        | «Ohnedaruth»        | 7:49       |
| 2.        | «Gospel Trane»      | 6:44       |
| 3.        | «I Want to See You» | 6:42       |

| Сторона Б | Сторона Б         | Сторона Б  |
| #         | Назва             | Тривалість |
| --------- | ----------------- | ---------- |
| 1.        | «Lovely Sky Boat» | 6:51       |
| 2.        | «Oceanic Beloved» | 4:18       |
| 3.        | «Atomic Peace»    | 5:53       |

CD-перевидання
| #  | Назва                 | Тривалість |
| -- | --------------------- | ---------- |
| 1. | «Lord, Help Me to Be» | 7:30       |
| 2. | «The Sun»             | 4:01       |
| 3. | «Ohnedaruth»          | 7:49       |
| 4. | «Gospel Trane»        | 6:44       |
| 5. | «I Want to See You»   | 6:42       |
| 6. | «Lovely Sky Boat»     | 6:51       |
| 7. | «Oceanic Beloved»     | 4:18       |
| 8. | «Atomic Peace»        | 5:53       |
| 9. | «Altruvista»          | 6:55       |

- «Altruvista» — це відредагована версія фортепіанного соло, записаного 7 березня 1967 року в студії Van Gelder в Енглвуд Кліффс, штат Нью-Джерсі, під час сесії запису альбому Джона Колтрейна Expression.[13][2]
- «Lord, Help Me to Be», «The Sun» та «Ohnedaruth» були записані 29 січня 1968 року в будинку Джона Колтрейна в Дікс-Гіллс, штат Нью-Йорк. «Lord, Help Me to Be» і «The Sun» були вперше випущені на альбомі Джона Колтрейна та Еліс Колтрейн Cosmic Music 1968 року. Пісня «The Sun» містить розмовний вступ Джона Колтрейна і Фароа Сандерса, під час якого вони тричі повторюють: «Нехай буде мир, любов і досконалість у всьому творінні, Боже» («May there be peace and love and perfection throughout all creation, O God»). (Можливо, це було записано 2 лютого 1966 року).[2][14][15]
- Решта треків були записані 6 червня 1968 року в будинку Джона Колтрейна.[2][15]
- «Atomic Peace» був неправильно написаний як «Atmic Peace» на початковому релізі альбому.[4]

## Персоналії
- Еліс Колтрейн — фортепіано (CD-треки 1-5 і 9), арфа (CD-треки 6-8)
- Фароа Сандерс — тенор-сасофон (CD-трек 1), флейта (CD-трек 2), бас-кларнет (CD-трек 3)
- Джиммі Гаррісон — бас (CD-треки 1-8)
- Бен Райлі — барабани (CD-треки 1–3)
- Рашид Алі — барабани (CD-треки 4–8)